# 화사
화사(華奢, 영어: Hwasa, 본명: 안혜진, 安惠眞, 1995년 7월 23일~)는 대한민국의 가수이자 걸 그룹 마마무의 멤버이며, 보컬과 래퍼를 맡고 있다. 마마무의 멤버 휘인과는 전주성심여자중학교, 원광정보예술고등학교 동창이다.
데뷔 전부터 실력을 인정받아 여러 뮤지션들과 음악 작업을 활발하게 하고 있으며, 음색, 강약 조절, 다양한 창법 구사, 디테일한 타고난 감성까지 아이돌 역대급 보컬이라는 평을 받고 있다. 마마무 콘서트에서 화사의 개인무대를 보면 흡사 내한한 팝가수를 보는듯한 느낌을 준다는 평을 받는다.
마마무의 프로듀서 김도훈은 인터뷰에서 마마무의 중심인물은 화사와 휘인이고, 두 사람을 먼저 뽑고 나머지 멤버들이 합류했다고 밝힌 바 있다. 또한 화사는 팀의 색깔을 만들어주는 멤버라고 인터뷰했다. 작곡가 박우상은 "화사는 아티스트적인 면이 많고, 같이 작업을 하면 창작력도 좋고, 센스가 있어서 길게 봤을 때 훌륭한 뮤지션이 될 수 있다." 라고 인터뷰했다.
또한, 작곡과 작사 능력까지 갖췄다. 마마무 데뷔 앨범에 수록된 솔로곡 '내맘이야'를 작사 및 작곡하였고, 마마무 두번째 미니앨범에 수록된 'Freakin Shoes'를 작사 및 작곡하였으며, 마마무 여섯 번째 미니앨범에 수록된 '덤덤해지네'를 공동 작곡, 단독 작사하였다. 또한 2년 연속 흥행에 성공시키며 음원 월간 차트 1위의 기록을 세운 '멍청이'와 '주지마','마리아' 역시 화사가 작곡과 작사에 참여했다. 이외에도 다수의 곡을 만들었다. 2021년 11월 24일에는 'I'm a 빛'이라는 자신이 직접 작사한 곡을 내놓았다.
2023년 6월 27일에 RBW와 전속계약 종료 후 7월 1일에 P NATION으로 이적했다.
2023년 9월 6일, 소속사 이적 후 솔로로 1년 10개월만에 첫번째 디지털 싱글 앨범으로 컴백한다.

## 생애
- 전라북도 전주시 출신으로써 어릴적부터 가수의 꿈을 키웠으며, 종교는 천주교이다.
- 중 · 고등학교 시절 중학생 때 휘인을 만나 함께 가수의 꿈을 키웠고 같이 진선미 축제에도 나간 적이 있으며, 오디션도 함께 합격.
- 연습생 생활 고등학생 때 RBW 오디션에 합격하여 솔라, 문별, 휘인과 함께 옥탑방에서 연습생 생활을 시작함.
- 데뷔: 2014년 6월 19일 Mr. 애매모호로 데뷔하여 지금까지 활동을 이어나가고 있다.
- 활동: 2018년 6월 8일 나 혼자 산다에 첫 출연을 하였고 오랫동안 활동을 하게 된 초창기 멤버이다. 박나래와 함께 초창기 여성 멤버로써 데뷔를 하여 활약했었다.
- 소속사: P NATION 소속의 아이돌 스타 가수이자 방송인이며, 걸그룹 마마무의 멤버이다.
- 현재는 RBW와 전속계약이 종료되었고, P NATION으로 이적 후, 마마무 활동은 계속한다.

## 학력
- 전주초등학교 (졸업)
- 전주성심여자중학교 (졸업)
- 원광정보예술고등학교 (졸업)

## 데뷔
- 2014년 마마무 싱글 앨범 행복하지마

## 음반

### 참여 앨범
- 2012년 솔비 - "오뚜기 (Club House Ver.)" 랩 피쳐링
- 2013년 팬텀 - "손톱" 피쳐링
- 2013년 스탠딩에그 - "넌 이별 난 아직" 피쳐링
- 2014년 배치기 - "소년점프" 피쳐링
- 2015년 자메즈 - "Drinks Up" 피쳐링
- 2015년 프라이머리 - "마일리지 (Mileage)" 피쳐링
- 2015년 릴보이 - "연락해" 피쳐링
- 2015년 키썸 - "Love talk" 피쳐링
- 2016년 수란 - "땡땡땡" 피쳐링
- 2016년 베이식 - "Nice" 피쳐링
- 2016년 HIGH4 20 - "Hook가" 피쳐링
- 2017년 SAN E - "I AM ME" 피쳐링
- 2017년 eSNa - "Love Comes" 콜라보
- 2018년 화사, 로꼬 - "주지마" 콜라보
- 2018년 Woodie Gochild - "솜사탕 (Cotton Candy)" 피쳐링
- 2018년 케이윌 - "착해지지 마요" 피쳐링
- 2019년 화사 첫 솔로 앨범 "멍청이(TWIT)"
- 2019년 화사 - "한 사람을 사랑하고 있어" (with 휘인, 김현철)
- 2019년 화사 - "그대 내 맘에 들어오면은"
- 2019년 화사 - "그대 우나봐"
- 2019년 화사 - "샴푸의 요정"
- 2019년 화사, WOOGIE - "가을속에서"
- 2020년 Dua Lipa - "Physical" 피쳐링
- 2020년 원위 - "모르겠다고 (Q)" 피쳐링
- 2020년 더 킹: 영원의 군주 OST - "Orbit"
- 2020년 화사 미니 솔로 앨범 "María"
- 2020년 환불원정대 - "DON'T TOUCH ME"
- 2020년 엄정화 - "호피무늬" 피쳐링
- 2021년 화사 - "Play With Life"
- 2021년 화사 - 두 번째 싱글 솔로 앨범 "Guilty Pleasure"
- 2023년 화사 - 첫 번째 디지털 싱글 솔로 앨범 "I Love My Body"
- 2024년 화사 미니 솔로 앨범 "O"

## 작사 작곡 참여
| 노래 제목                      | 발매일           | 앨범명                      | 작곡 | 작사 | 음표 |
| 내맘이야 (My Heart)            | 2014년 6월 18일  | Hello                       | 예   | 예   | solo |
| 히히하헤호 (HIHIHAHEHO)        | 2014년 6월 18일  | Hello                       |      | 예   |      |
| Pink Panties                   | 2014년 12월 1일  |                             | 예   | 예   |      |
| Freakin Shoes                  | 2015년 6월 19일  | Pink Funky                  | 예   | 예   |      |
| 음오아예 (UM OH AH YEH)        | 2015년 6월 19일  | Pink Funky                  | 예   | 예   |      |
| 1cm의 자존심 (Taller than You) | 2016년 2월 12일  | Melting                     |      | 예   |      |
| 나만의 Recipe (My Recipe)      | 2016년 2월 26일  | Melting                     | 예   | 예   |      |
| 고향이 (Hometown)              | 2016년 2월 26일  | Melting                     |      | 예   |      |
| Hook 가                        | 2016년 10월24일  | Hook 가                     | 예   |      |      |
| Décalcomanie (데칼코마니)      | 2016년 11월 7일  | Memory                      |      | 예   |      |
| 놓지 않을게                    | 2016년 11월 7일  | Memory                      | 예   |      |      |
| 나로 말할 것 같으면(Yes I Am)  | 2017년 6월 22일  | Purple                      |      | 예   |      |
| 아재개그 (AZE GAG)             | 2017년 6월 22일  | Purple                      | 예   | 예   |      |
| Dangerous Girl                 | 2018년 1월 7일   | 믹스나인 Part.4             | 예   |      |      |
| 덤덤해지네                     | 2018년 3월 7일   | Yellow Flower               | 예   | 예   | solo |
| 주지마                         | 2018년 4월 21일  | 건반 위의 하이에나 Part.4   | 예   | 예   |      |
| 잠이라도 자지                  | 2018년 7월 16일  | Red Moon                    |      | 예   |      |
| 솜사탕 (Cotten Candy)          | 2018년 8월 24일  | #GOCHILD                    | 예   | 예   |      |
| Décalcomanie (Japanese.ver)    | 2018년 10월 23일 | Decalcomanie (Japanese.ver) | 예   |      |      |
| 멍청이 (TWIT)                  | 2019년 2월 13일  | 멍청이 (TWIT)               | 예   | 예   | solo |
| Good Luck                      | 2019년 9월 14일  | 퀸덤 <커버곡 경연> Part.1   | 예   |      |      |
| 가을속에서                     | 2019년 10월 11일 | 화실 (化-室:atelier)        | 예   | 예   |      |
| HIP                            | 2019년 11월 14일 | reality in BLACK            | 예   | 예   |      |
| 마리아 (Maria)                 | 2020년 6월 29일  | María                       | 예   | 예   | solo |
| Kidding                        | 2020년 6월 29일  | María                       | 예   |      | solo |
| WHY                            | 2020년 6월 29일  | María                       |      | 예   | solo |
| LMM                            | 2020년 6월 29일  | María                       | 예   | 예   | solo |
| 딩가딩가 (Dingga)              | 2020년 11월 3일  | TRAVEL                      | 예   |      |      |

## 예능
| 연도      | 방송사 | 제목                      | 회차 | 방영일 |
| --------- | ------ | ------------------------- | --- | --- |
| 2015      | KBS2   | 《불후의 명곡》           | 김영광편~ 코요태편 | |
| 2015      | Mnet   | 《야만TV》                | 2회 | 1월 26일 |
| 2015      | JTBC   | 《끝까지 간다》           | 43회 | 9월 27일 |
| 2015      | MBC    | 《2015 아육대》           | 추석 특집 | 9월 28일~9월 29일 |
| 2016      | SBS    | 《스타킹》                | 446회 | 4월 19일 |
| 2016      | MBC    | 《2016 아육대》           | 설 특집 | 2월 9일~2월 10일 |
| 2016      | MBC    | 《2016 아육대》           | 추석 특집 | 9월 15일 |
| 2017      | MBC    | 《복면가왕》              | 111회 112회 | 5월 14일 5월 21일 |
| 2018      | KBS2   | 건반 위의 하이에나        | 7회 8회 | 4월 13일 4월 20일 |
| 2018      | JTBC   | 《아는형님》              | 128회 | 5월 19일 |
| 2018      | MBC    | 《나 혼자 산다》          | 247회~259회 247회, 252회, 256회, 259회</ref>                                                                              | 6월 8일~9월 7일 6월 8일, 7월 20일, 8월 17일, 9월 7일</ref> |
| 2018      | tvN    | 《인생술집》              | 78회 | 7월 5일 |
| 2018      | JTBC   | 《한끼줍쇼》              | 90회 | 7월 25일 |
| 2018      | JTBC   | 냉장고를 부탁해           | 192회 193회 | 8월 13일 8월 20일 |
| 2019      | MBC    | 《라디오스타》            | 602회 | 1월 30일 |
| 2019      | MBC    | 《나 혼자 산다》          | 275회~326회 275회, 282회, 283회, 292회, 293회, 300회, 301회, 303회, 308회, 310회, 313회, 317회, 319회, 320회, 326회</ref> | 1월4일~11월 27일 1월 4일, 2월 22일, 3월 1일, 5월 3일, 5월 10일, 6월 28일, 7월 5일, 7월 19일, 8월 23일, 9월 6일, 9월 27일, 10월 25일, 11월 8일, 11월 15일, 11월 27일</ref> |
| 2019      | SBS    | 《가로채널》              | 17회 | 3월 21일 |
| 2019      | tvN    | 놀라운 토요일             | 50회 | 3월 16일 |
| 2020      | SBS    | 《텔레그나》              | 4회 | 8월 17일 |
| 2020      | JTBC   | 《히든싱어6》             | 6회 | 9월 11일 |
| 2020      | MBC    | 《놀면 뭐하니》           | 56회~ 69회 | 8월 22일~ 11월 21일 |
| 2020      | MBC    | 《나 혼자 산다》          | 327회~ 377회 | 1월 3일~ 12월 25일 |
| 2020      | MBC    | 《나 혼자 산다 - 여은파》 | 프롤로그 ~12회 | 7월 7일~ 10월 9일 |
| 2021      | MBC    | 《나 혼자 산다》          | 383회~ 385회 | 2월 12일~ 2월 26일 |
| 2022      | TVING  | 《서울체크인》            | 0회~ 5회 | 1월 29일~ 1월 29일 |
| 2022~2023 | tvN    | 《화사쇼》                | 1~8회 | |
| 2023      | tvN    | 《댄스가수 유랑단》       | | 5월 25일~ 8월 10일 |
| 2023      | MBC    | 《라디오스타》            | 833회 | 9월 6일 |
| 2023      | JTBC   | 《아는형님》              | 400회 특집 | 9월 9일 |

## CF
- 2018년 써브웨이 로티세리 치킨 (feat. 빅맨 윤대웅)
- 2018년 롯데제과 All New 크런키 골드
- 2018년 대선 소주 광고
- 2018년 훌랄라치킨
- 2018년 LG 게이밍 모니터
- 2018년 INGA 화장품
- 2018년 노스페이스
- 2018년 에버비키니
- 2018년 토마토토익
- 2019년 화자카야
- 2019년 LG OLED TV
- 2019년 골드피크티
- 2019년 태양의 마테차
- 2019년 레어카인드
- 2019년 캐리비안 베이 (with 이가흔)
- 2019년 어반디케이
- 2019년 진짬뽕
- 2019년 다비치안경 with 휘인,문별,솔라
- 2020년 롯데칠성음료 깨수깡
- 2020년 SIMS4
- 2020년 센스맘
- 2020년 KISS NEW YORK
- 2020년 TOMMY JEANS

## 같이 보기
- 김완선
- 엄정화
- 이효리
- 댄스가수유랑단
- 마마무
- 보아

## 수상 내역
| 연도 | 시상식                                | 부문                                  | 작품                       | 결과 | 출처   |
| ---- | ------------------------------------- | ------------------------------------- | -------------------------- | ---- | ------ |
| 2018 | 제10회 멜론뮤직어워드                 | 핫트렌드상 (with 로꼬)                | 주지마                     | 수상 | [ 9 ]  |
| 2018 | KBS 연예대상                          | 핫이슈 예능인상                       | 건반 위의 하이에나         | 수상 | [ 10 ] |
| 2018 | MBC 방송연예대상                      | 버라이어티부문 여자 신인상            | 나 혼자 산다               | 수상 |        |
| 2019 | 제3회 소리바다 베스트 케이뮤직 어워즈 | 소셜 아티스트상                       | 멍청이                     | 수상 |        |
| 2019 | 2020 대한민국 퍼스트브랜드 대상       | 여자 솔로가수                         | 빈칸                       | 수상 |        |
| 2019 | 2020 대한민국 퍼스트브랜드 대상       | 여자 예능돌                           | 빈칸                       | 수상 |        |
| 2019 | MBC 방송연예대상                      | 버라이어티부문 여자 우수상            | 나 혼자 산다               | 수상 |        |
| 2020 | 제34회 골든디스크                     | 베스트 솔로 아티스트상                | 멍청이                     | 수상 |        |
| 2020 | 제9회 가온차트 뮤직 어워즈            | 2019년 2월 음원부문 올해의 가수상     | 멍청이                     | 수상 |        |
| 2020 | 엠넷 아시안 뮤직 어워즈               | 베스트 댄스 퍼포먼스 솔로상           | 마리아 (María)             | 수상 |        |
| 2020 | Boom Boom Awards 2020                 | 최대세 아시아 여자 가수상             | 마리아 (María)             | 수상 | [ 11 ] |
| 2020 | 더 팩트 뮤직 어워즈                   | 올해의 아티스트                       |                            | 수상 |        |
| 2020 | MBC 방송연예대상                      | 디지털 콘텐츠상 (with 한혜진, 박나래) | 여은파                     | 수상 |        |
| 2020 | MBC 방송연예대상                      | 버라이어티부문 여자 최우수상          | 나 혼자 산다, 놀면 뭐하니? | 수상 |        |
| 2021 | 제35회 골든디스크                     | 디지털 음원 부문 본상                 | 마리아 (María)             | 수상 |        |
| 2021 | 2020 APAN 어워즈                      | 해외 여자 솔로 부문 인기상            |                            | 수상 |        |
| 2024 | 써클차트 뮤직 어워즈                  | 올해의 뉴 아이콘상                    | I Love My Body             | 수상 |        |

### 가요 프로그램 1위
| 연도            | 수상 내역(총 8회) |
| --------------- | --- |
| 2019년(총 2회)  | - 멍청이(총 2회) - 3월 2일 MBC 《쇼 음악중심》 1위 - 3월 16일 MBC 《쇼 음악중심》 1위(통산 2주) |
| 2020년(총 5회)  | - 마리아(총 5회) - 7월 26일 SBS 《인기가요》 1위 - 8월 2일 SBS 《인기가요》 1위(2주 연속) - 8월 7일 KBS 《뮤직뱅크》 K- Chart 1위 - 8월 9일 SBS 《인기가요》 1위(트리플크라운) - 8월 21일 KBS 《뮤직뱅크》 K- Chart 1위(통산 2주) |
| 2023년 (총 1회) | - I Love My Body (총 1회) - 10월 4일 MBC M 《쇼 챔피언》 챔피언 송 |